# Biosphärenreservat Mittelelbe

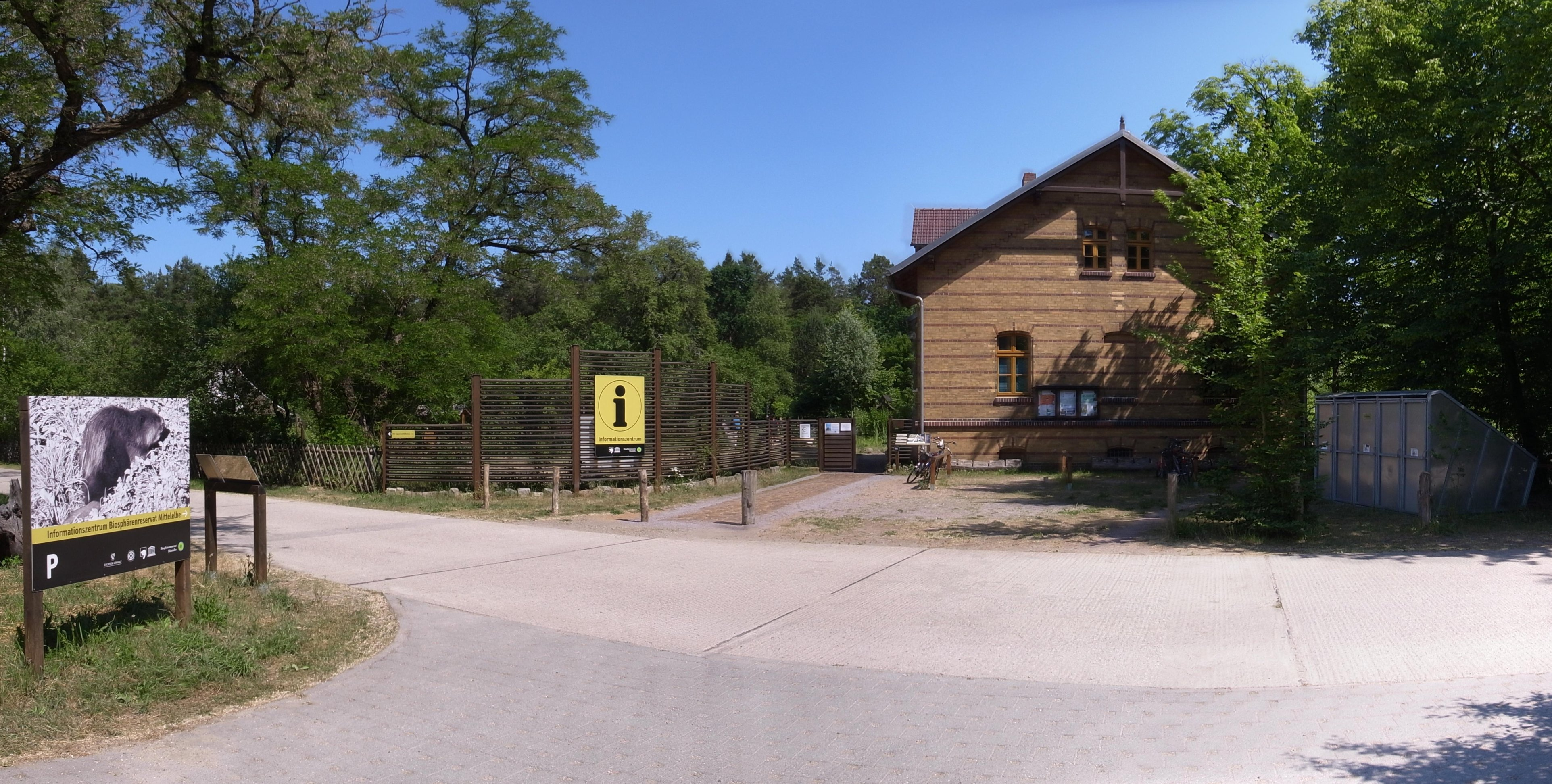
Informationszentrum

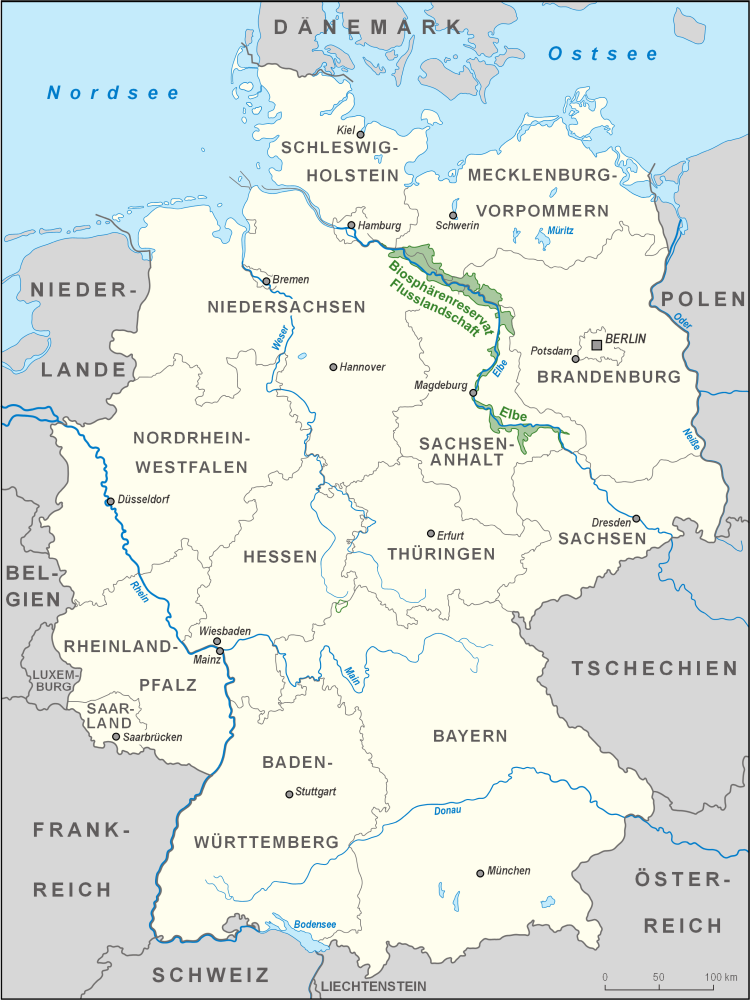
Lage des Biosphärenreservats Flusslandschaft Elbe

Das Biosphärenreservat Mittelelbe ist der in Sachsen-Anhalt liegende Teil des 1997 durch die UNESCO anerkannten Biosphärenreservats Flusslandschaft Elbe.
Es erstreckt sich entlang der Elbe zwischen Lutherstadt Wittenberg im Osten über Dessau-Roßlau und Magdeburg bis nach Seehausen im Norden sowie der Mulde. Das Biosphärenreservat umfasst die Elbauen als einzigartiges Auenlandschaftsbiotop und bietet vielen vom Aussterben bedrohten Tieren und Pflanzen Schutz. 2005 wurde hier von Frank Dziock eine neue Insektenart, Silvias Baumsaftschwebfliege (Brachyopa silviae), entdeckt. Diese weitgehend naturbelassene Flusslandschaft ist einer der Schwerpunkte für den Tourismus in Sachsen-Anhalt, vor allem für den Fahrradtourismus.
Bereits 1979 wurde der „Steckby-Lödderitzer Forst“ als eines von zwei Biosphärenreservaten in der DDR von der UNESCO ausgewiesen. Das Gebiet war bereits vorher als Naturschutzgebiet mit 3500 ha unter Schutz gestellt und wurde 1988 um weitere Flächen bei Dessau und Wörlitz erweitert. 1990 entstand daraus im Zuge des Nationalparkprogramms der DDR das Biosphärenreservat „Mittlere Elbe“ auf einer Fläche von rund 43.000 ha. Der in Sachsen-Anhalt liegende Teil des 1997 von der UNESCO anerkannten länderübergreifenden Biosphärenreservats „Flusslandschaft Elbe“ wurde am 20. März 2006 zum Biosphärenreservat Mittelelbe erklärt. Es hat eine Größe von 125.743 ha und umfasst das Biosphärenreservat „Mittlere Elbe“, das aber weiter rechtsgültig ist.
Der zentrale Verwaltungssitz ist das Kapenschlösschen zwischen Dessau und Oranienbaum. An der Zufahrt von der Bundesstraße 107 befindet sich das Informationszentrum Auenhaus und in Havelberg das Informationszentrum Haus der Flüsse.
- Artenreichtum (unter anderem)
  - über 1000 Pflanzenarten
  - 250 Vogelarten
  - 130 Bienenarten
  - 50 Libellenarten
  - Referenzstelle für Biberschutz (Elbebiber)

Das Biosphärenreservat Mittelelbe zählt als Teil des  UNESCO-Biosphärenreservats Flusslandschaft Elbe zur WelterbeRegion Anhalt-Dessau-Wittenberg. Der Verband widmet sich der  touristischen  Vermarktung der Region und vertreibt mit der WelterbeCard eine Gästekarte, mit der auch viele touristische Angebote im Zusammenhang mit dem Biosphärenreservat Mittelelbe kostenlos oder vergünstigt genutzt werden können. Die sogenannte WelterbeLinie (Buslinie 310) verbindet die  Welterbestätten in Dessau mit dem UNESCO-Biosphärenreservat Mittelelbe / Oranienbaum.

## Bilder

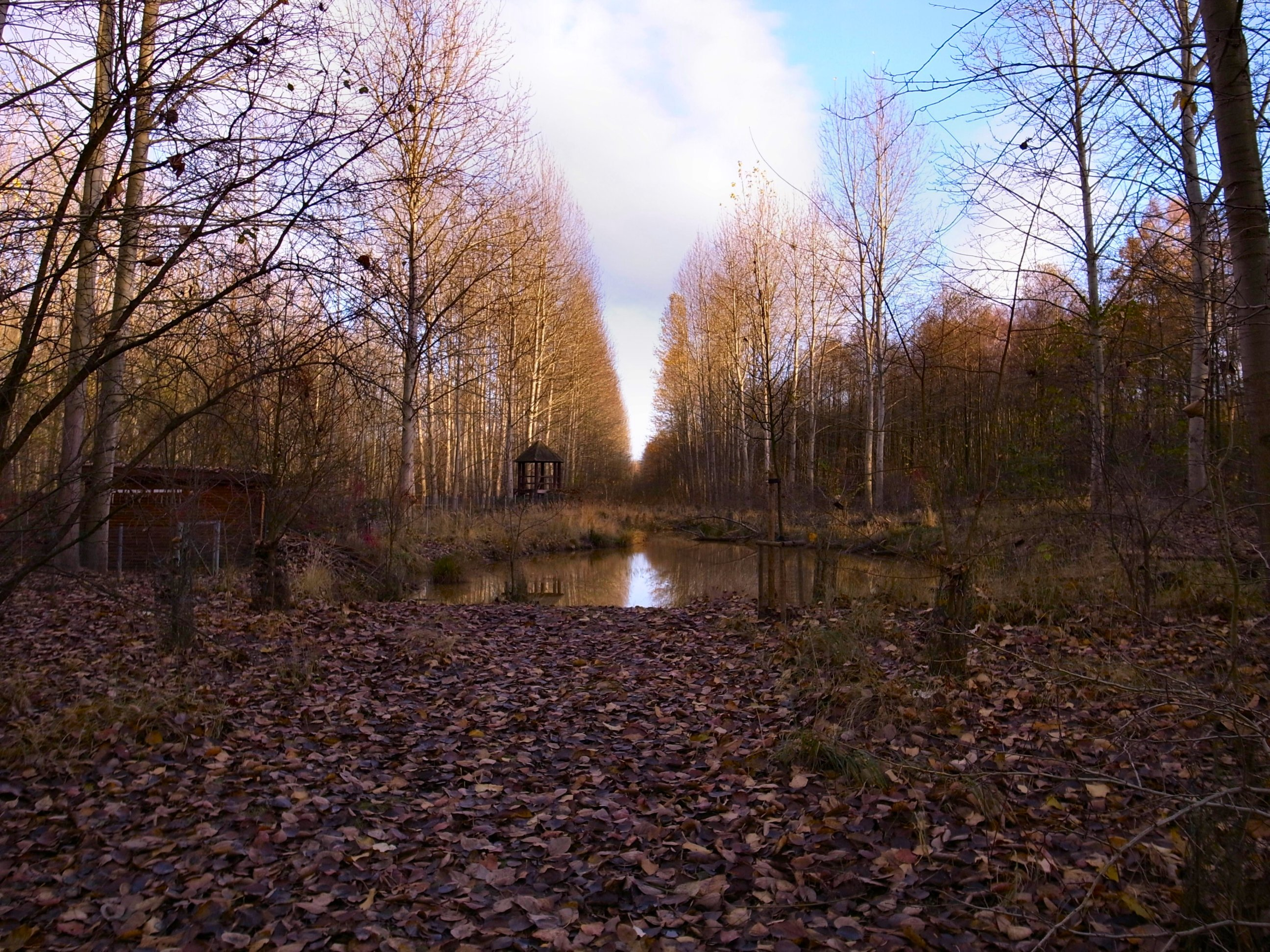
Biberfreianlage
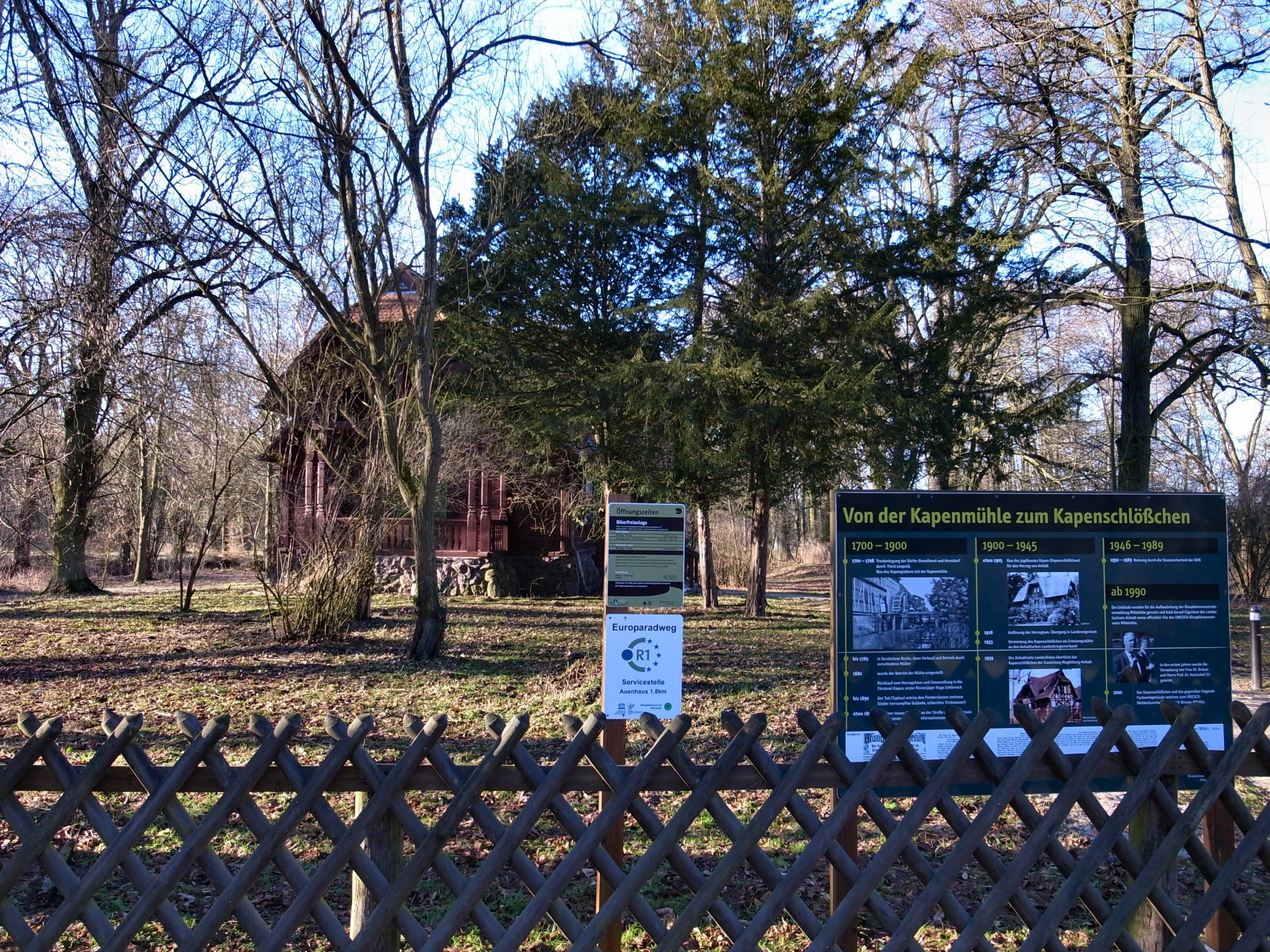
Kapenschlösschen
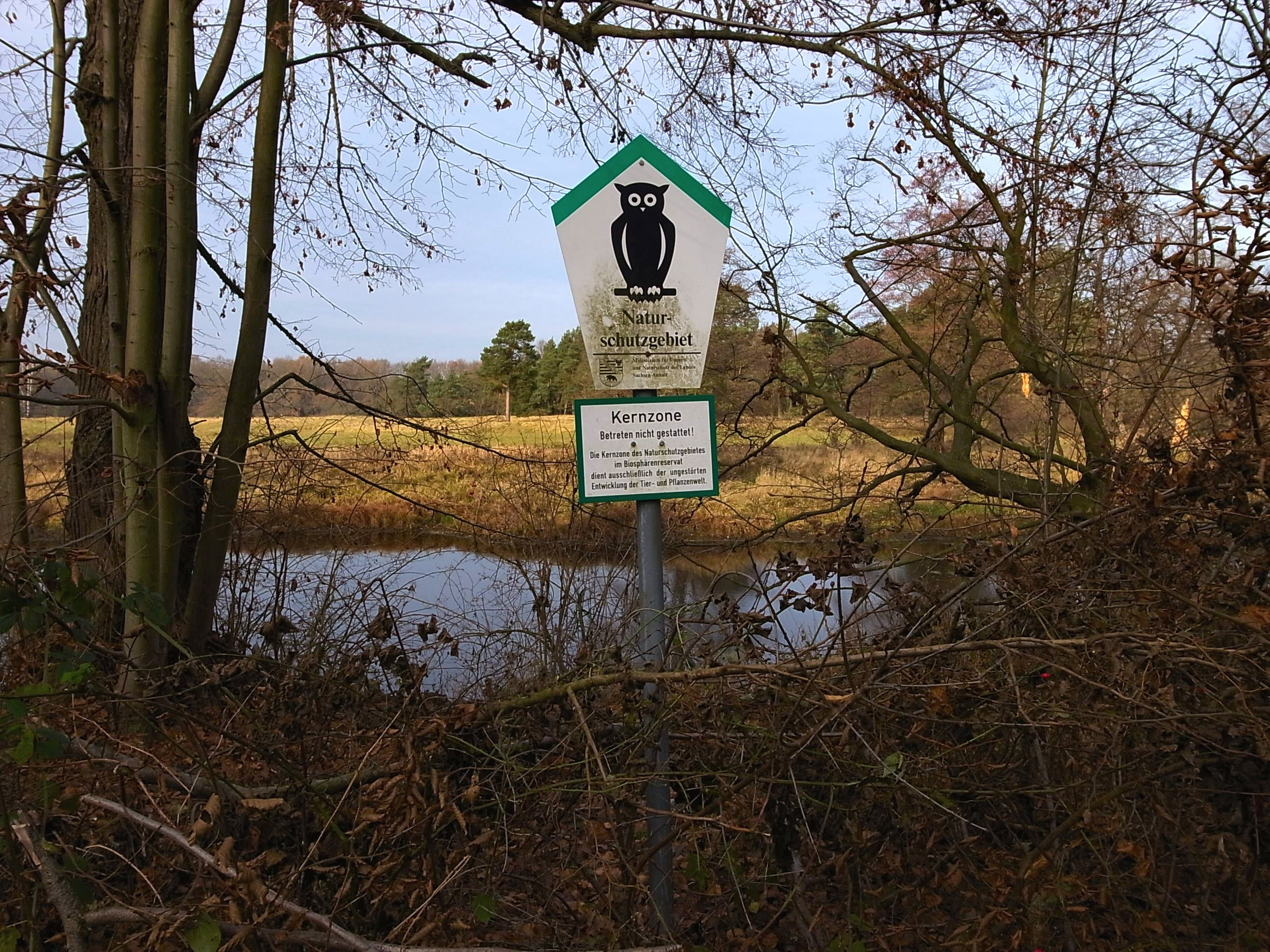
Kernzone
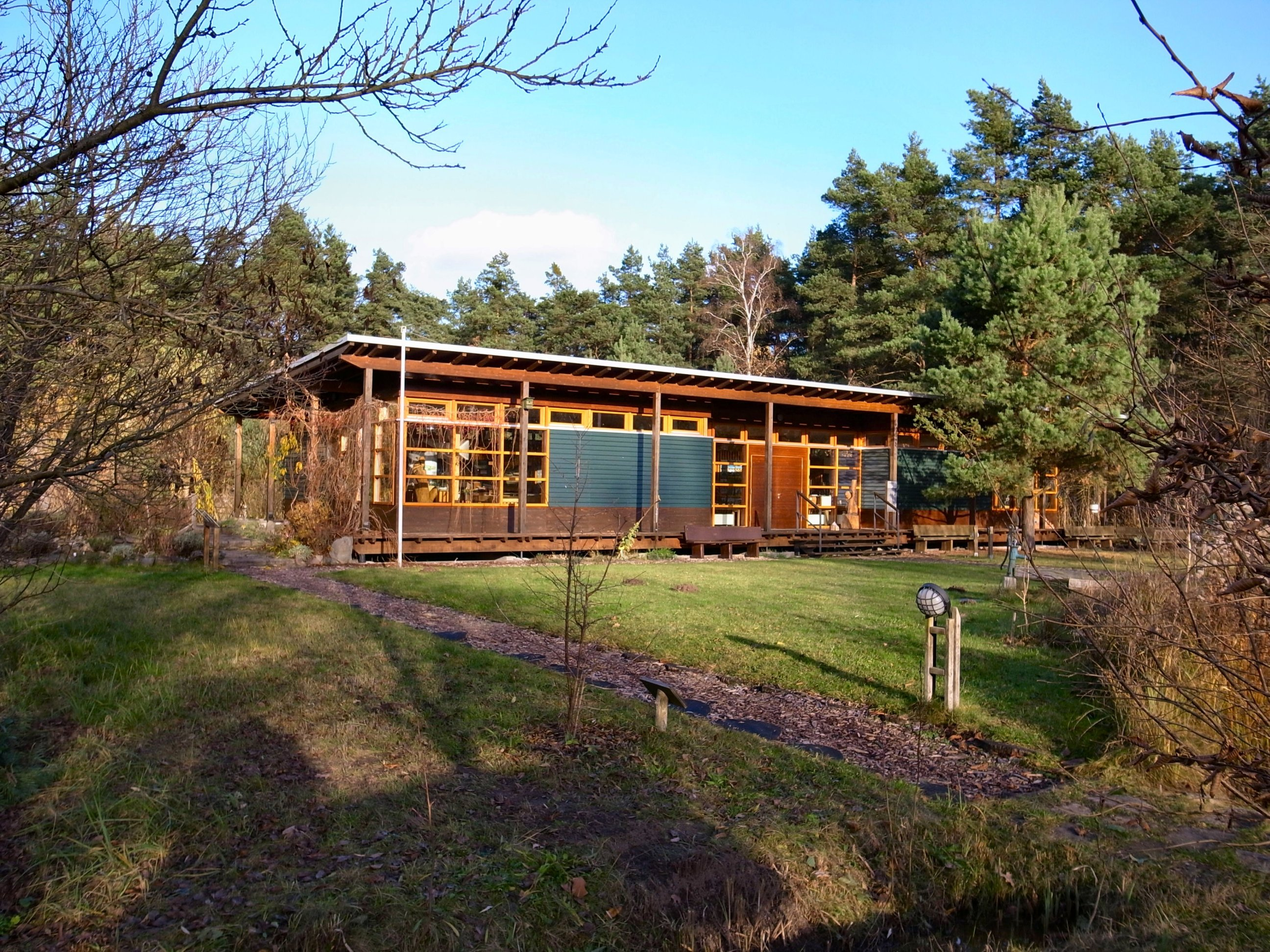
Informationspavillon Auenhaus
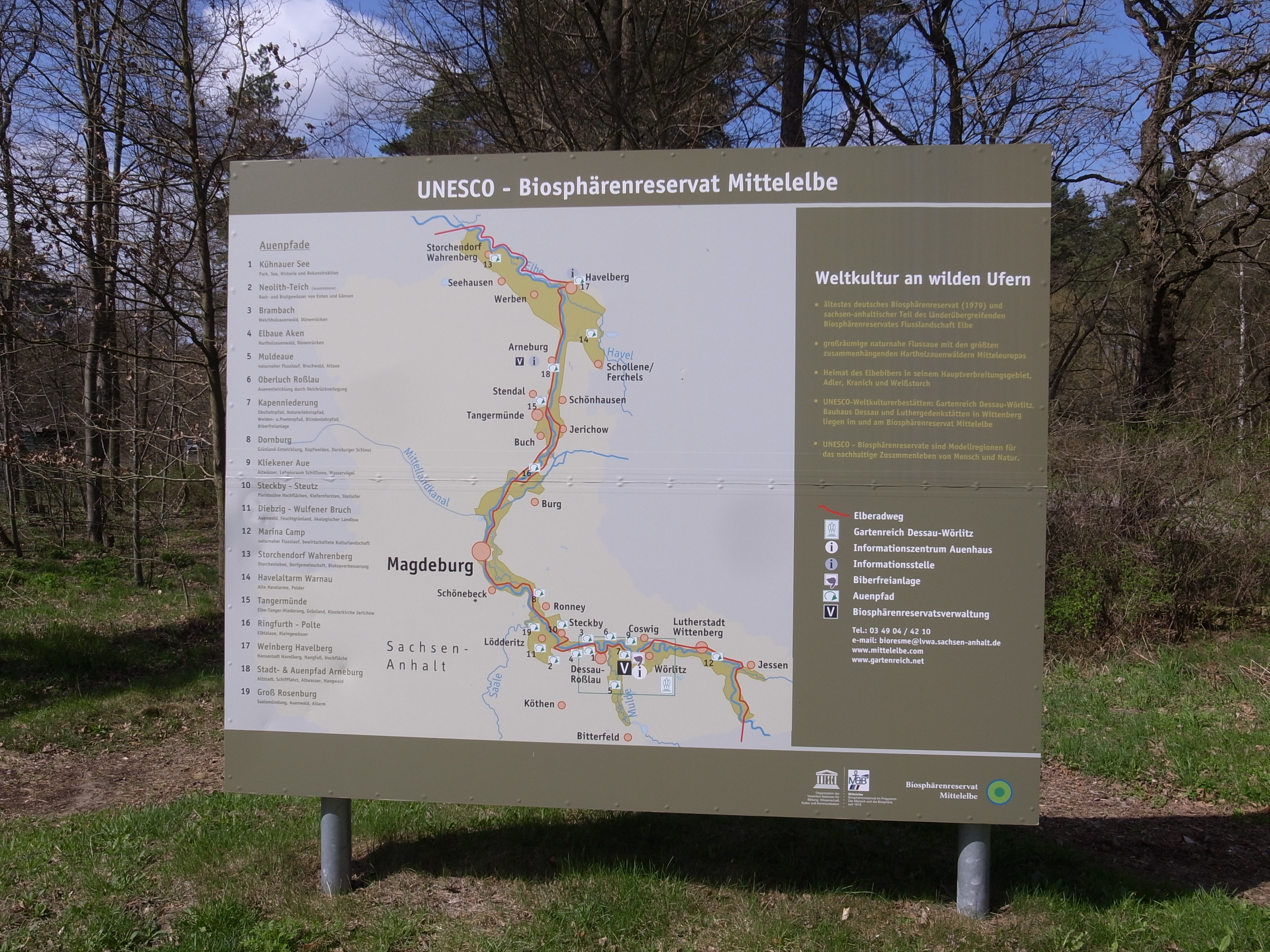
Informationstafel
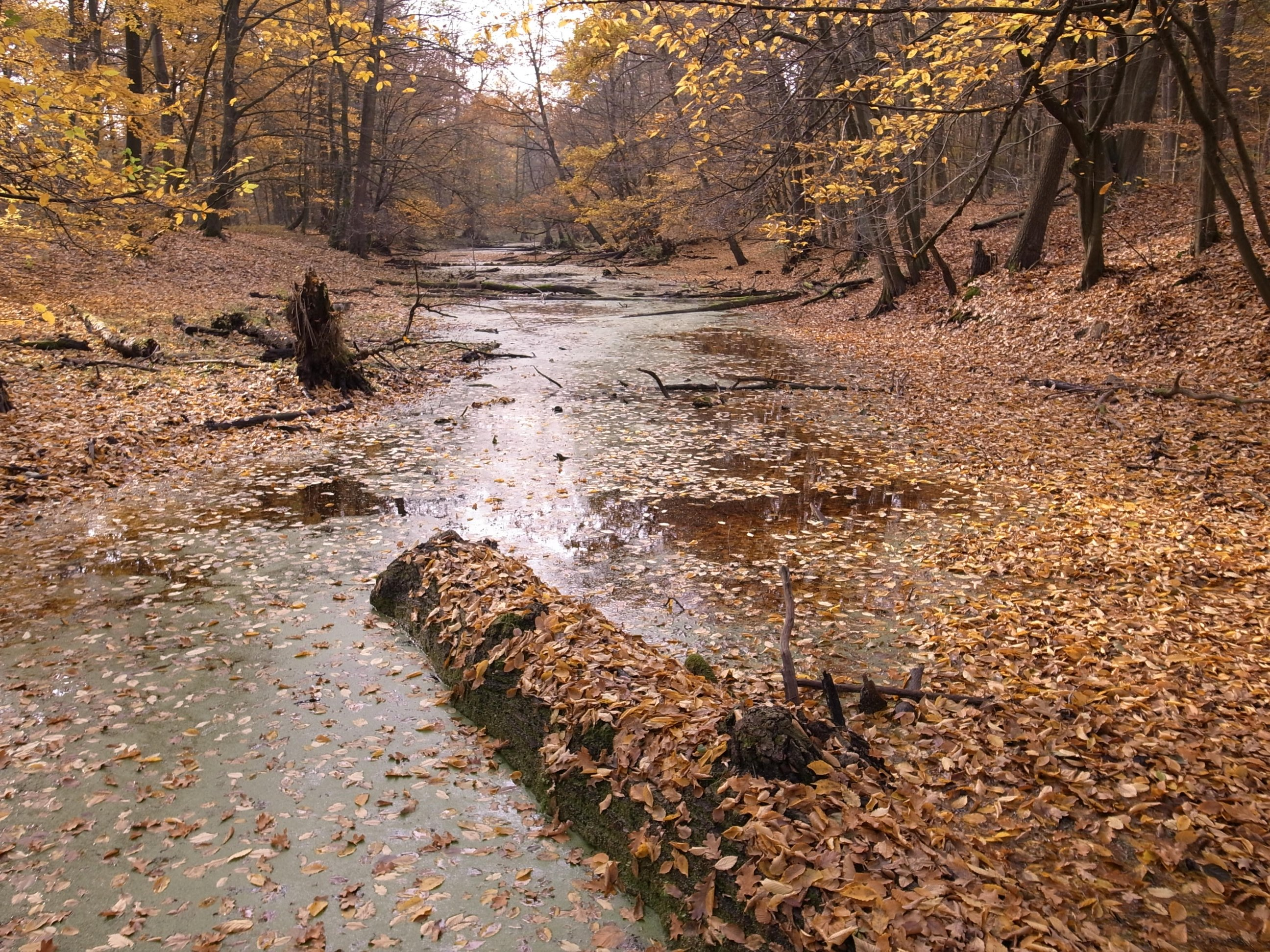
Altwasser im Biosphärenreservat
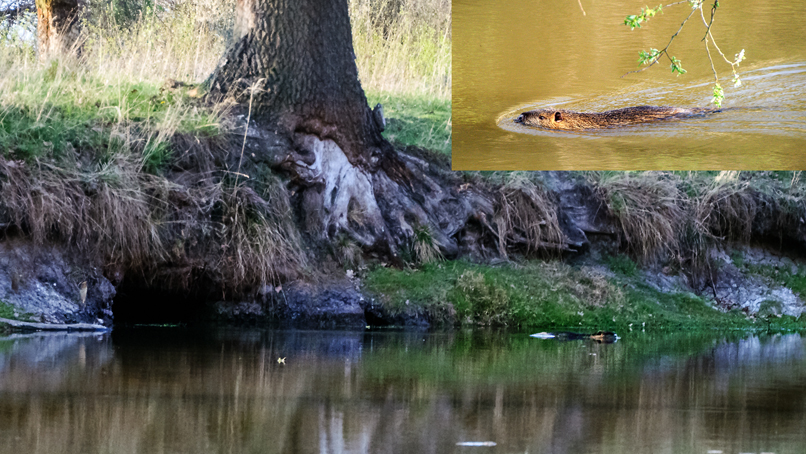
Nutria als invasive Art im  Herrenseegraben bei Parey